# جيم غيراغتي
جيم غيراغتي (بالإنجليزية: Jim Geraghty)‏ هو صحفي أمريكي، ولد في 5 يوليو 1975.